# فرانشيسكو داراكوني
فرانشيسكو داراكوني (بالإنجليزية: Francesco Dracone)‏ مواليد 21 سبتمبر 1983 في تورينو، هو سائق فورملا 1 إيطالي.

## سباقات شارك فيها
- بطولة فورمولا 3 الإيطالية
- سلسلة إندي كار
- إنديانابوليس 500

## وصلات خارجية
- فرانشيسكو داراكوني على موقع DriverDB.com (الإنجليزية)

- الموقع الرسمي